# Zabulon

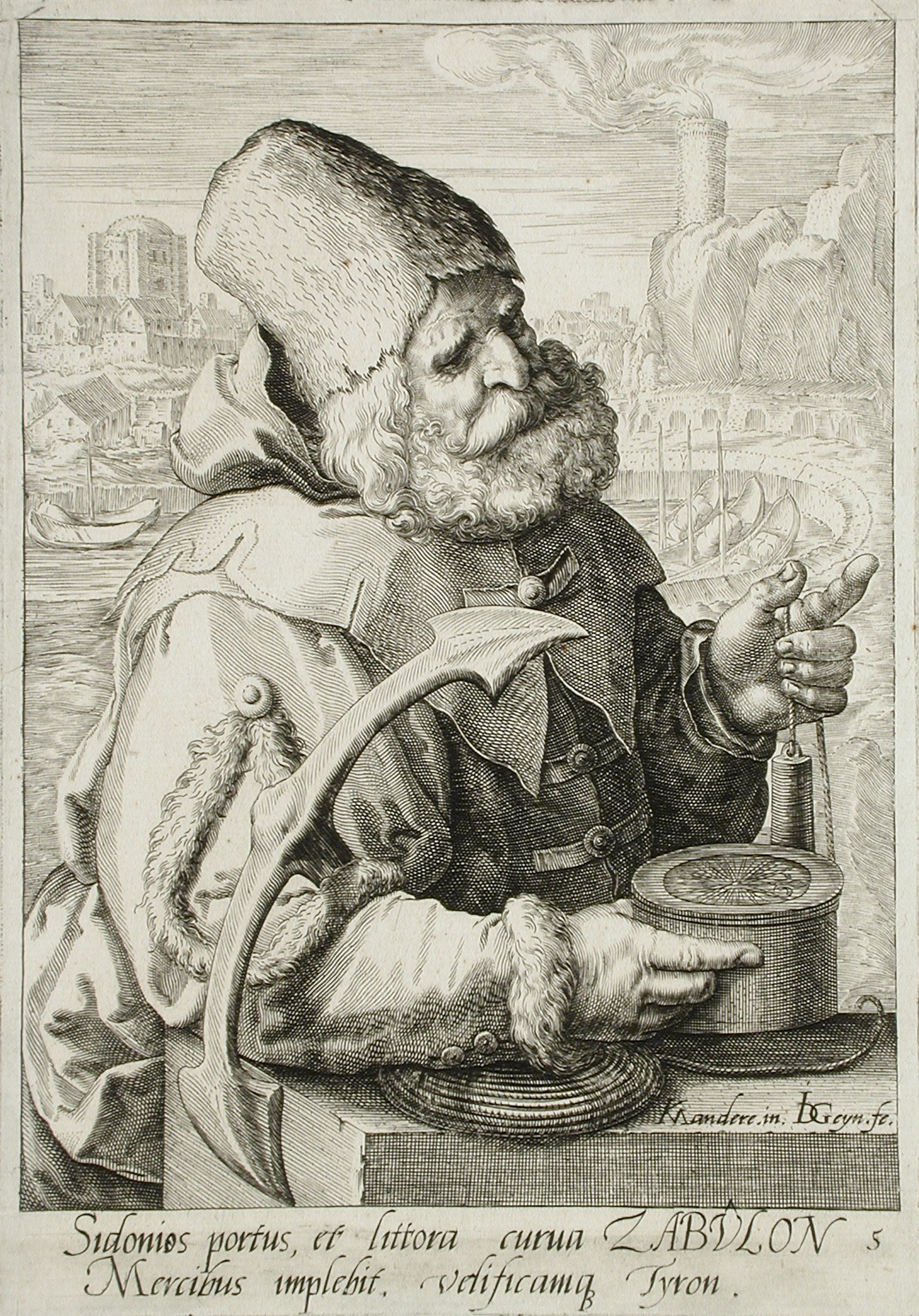
Zebulon - jeden z cyklu 12 obrazów Jacoba de Gheyna II, malarza i rytownika holenderskiego

Zabulon, Zebulon (hebr. זבולון) – postać biblijna z Księgi Rodzaju.
Był szóstym synem Jakuba i Lei. Założyciel jednego z dwunastu plemion Izraela.